# Casa de l'Ardiaca
La Casa de l'Ardiaca (en espagnol Casa del Arcediano ; en français Maison de l'Archidiacre) est un édifice historique situé dans le quartier Gothique de Barcelone en Espagne.

## Histoire

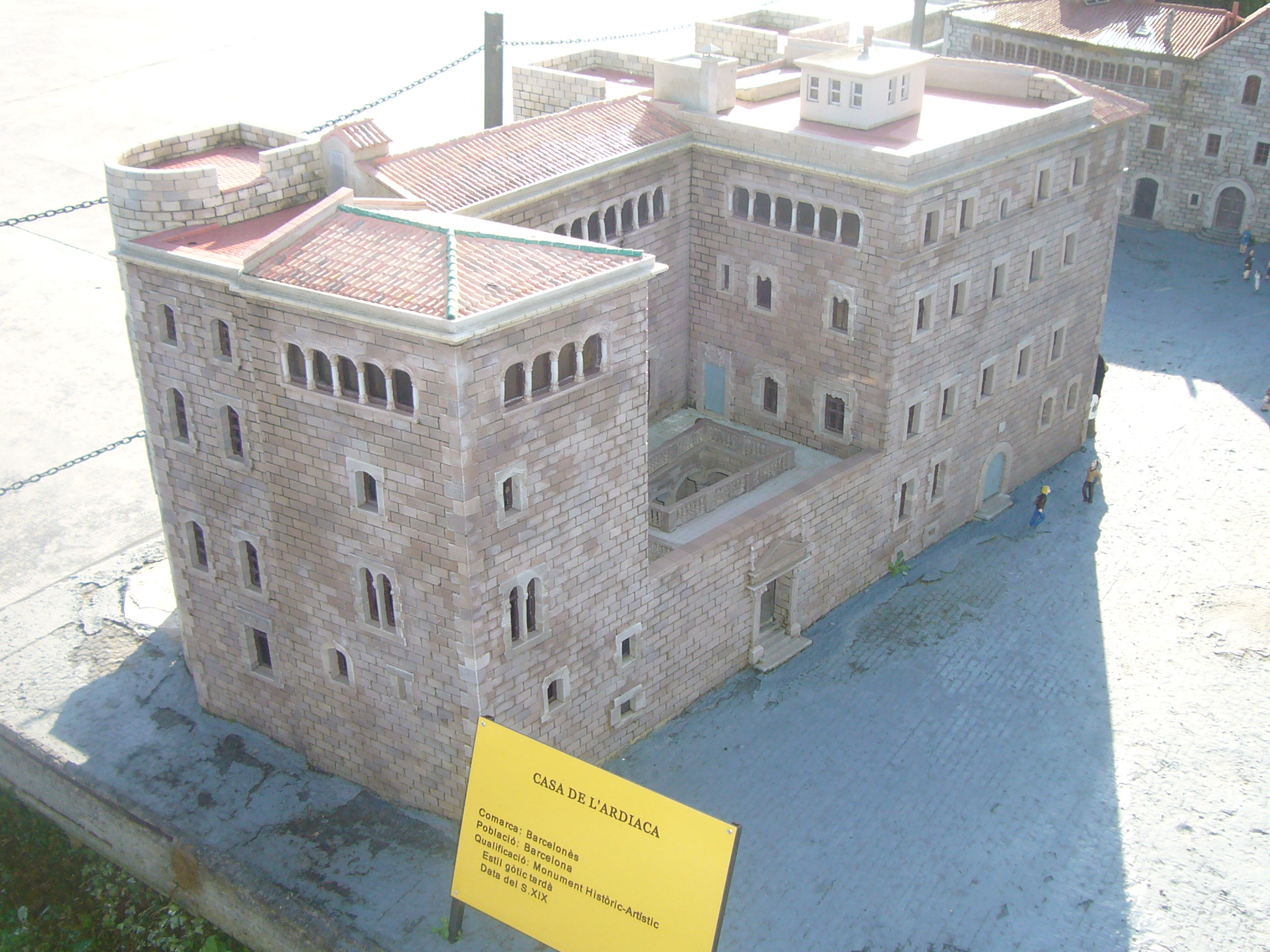
Maquette du bâtiment, en Cataluna en Miniatura.

Il était la résidence de l'Archidiacre, une hiérarchie ecclésiastique aujourd'hui disparue, depuis le XIIe siècle, lorsque la cathédrale de Barcelone a commencé à prendre sa forme gothique actuelle.
En 1870, la maison a été achetée à une vente aux enchères par Josep Altimira. Il a été l'artisan d'une importante rénovation du bâtiment qu'il a uni avec la maison voisine Casa del Degà. La cour a pris la forme d'un cloître avec ces transformations.
Postérieurement en 1895, elle est devenue le siège du Collège d'Avocats de Barcelone qui, en 1902 a chargé l'architecte Lluís Domènech i Montaner du décor du bâtiment, comprenant la boîte aux lettres moderniste dans la façade.
Enfin en 1920, la bâtisse est devenue la propriété de la Mairie de Barcelone, et depuis 1921 est le siège des Archives historiques de la Ville de Barcelone.
La muraille romaine est visible depuis l'intérieur du bâtiment, dans la partie basse. Dans la cour, il y a un grand palmier et une fontaine.

## Source de traduction
- (es) Cet article est partiellement ou en totalité issu de l’article de Wikipédia en espagnol intitulé « Casa de l'Ardiaca » (voir la liste des auteurs).